# Armatocereus laetus
Armatocereus laetus là một loài thực vật có hoa trong họ Cactaceae. Loài này được (Kunth) Backeb. mô tả khoa học đầu tiên năm 1935.

## Hình ảnh

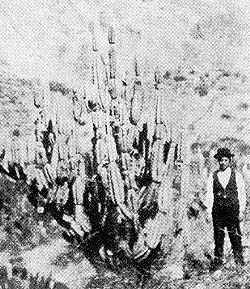